# 日本中心
日本中心（Japan Center）是德国法兰克福内城区的一座高层办公建筑。该建筑由柏林建筑师Joachim Ganz设计，高115米，27层，建于1996年，耗资2亿欧元。严格几何形状，基于日本榻榻米的尺寸（0.9米×1.8米），赤陶石材贴面，符合日式经典设计。它宽阔的屋顶令人想起日本灯笼的形状。建筑外形为方形（36.9米×36.9米）。立面设有大型和小型方形窗户，分别对应开放式和单人办公室。
底层设有拱廊，开设商店和日本餐厅。二楼设有可容纳360人的会议中心。公用设施位于三层，再往上是21个办公楼层，总面积为26,000平方米。在靠近屋顶的第26层，是一家自助餐厅。

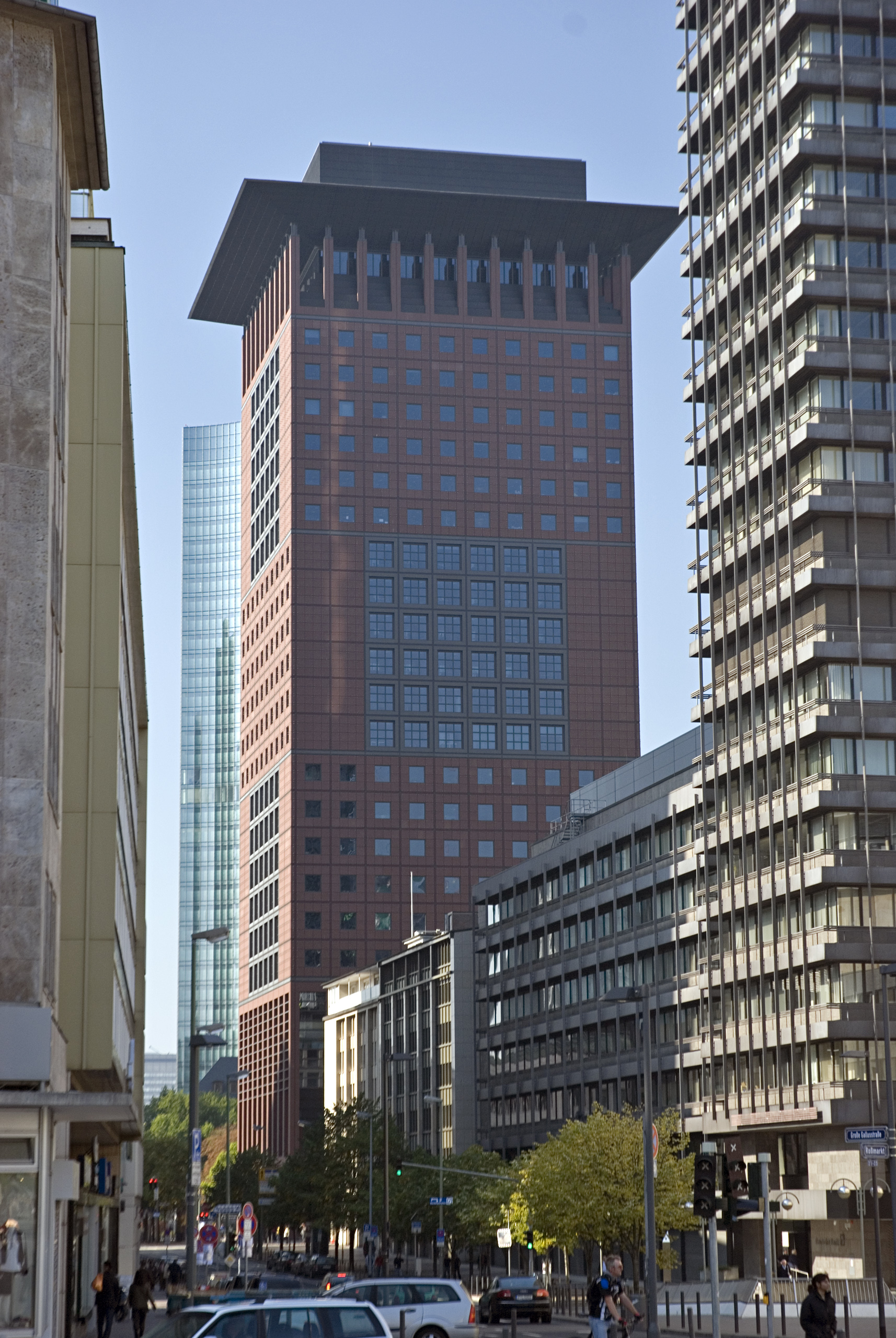
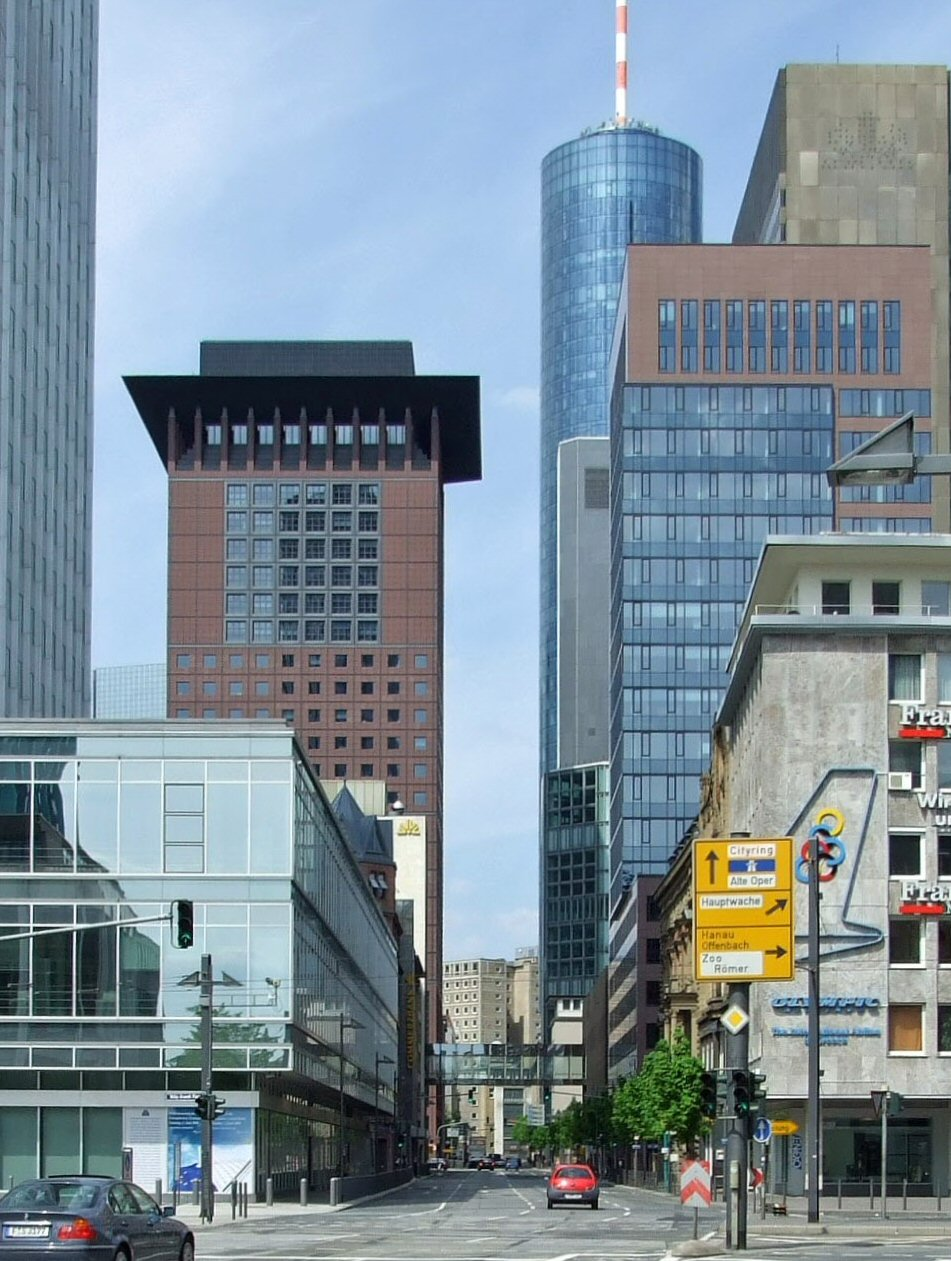
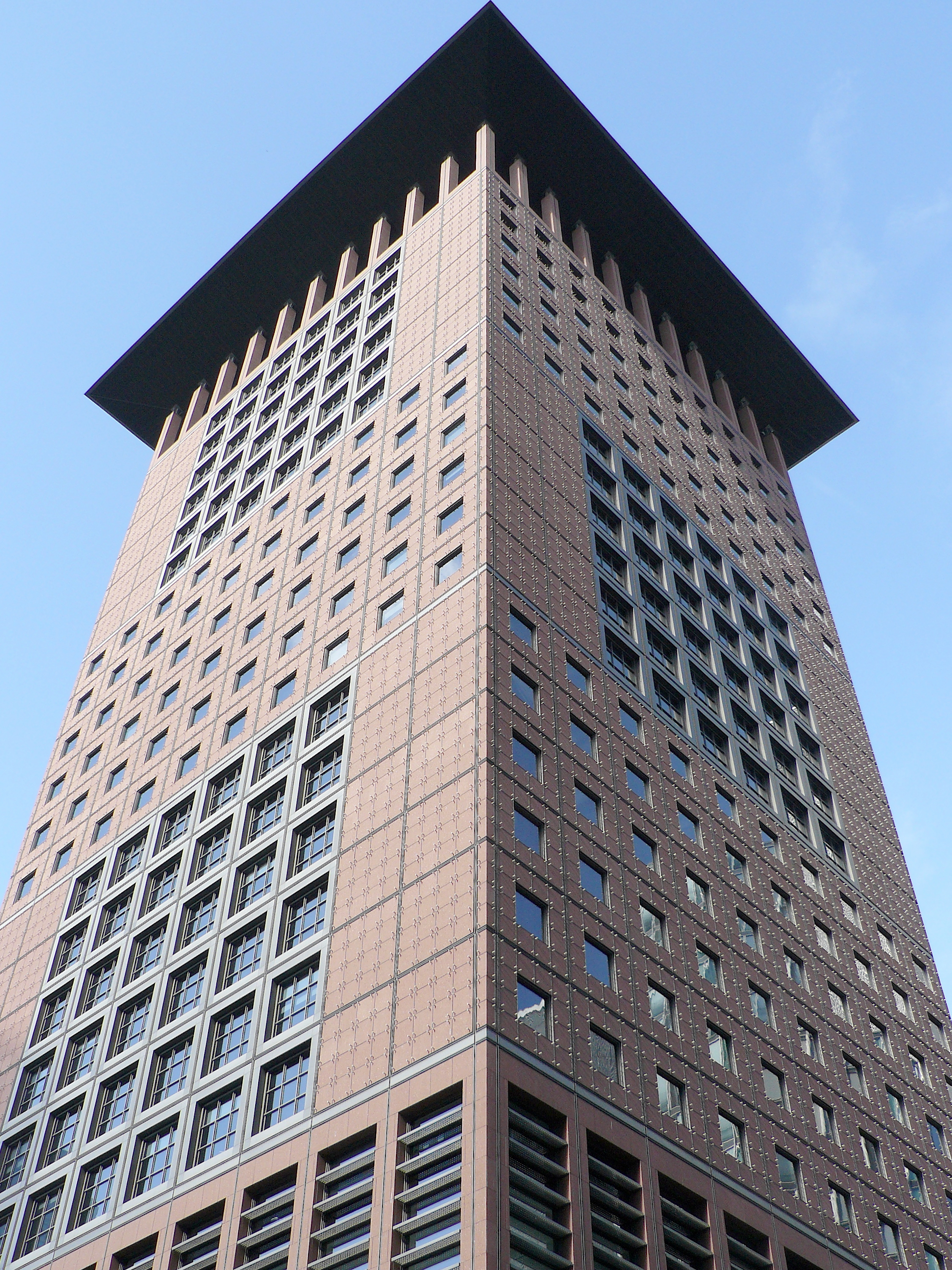
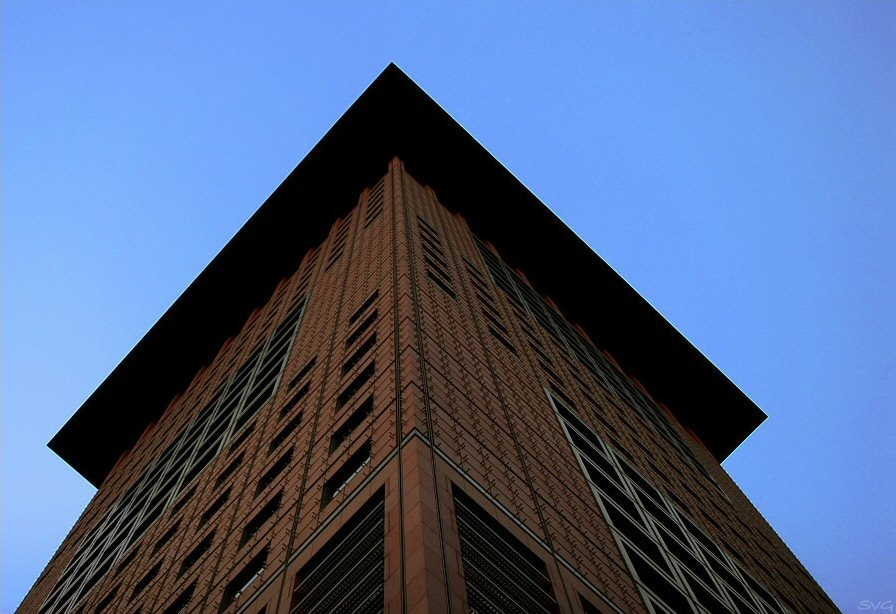